# Emiratul Granadei
Emiratul Granadei s-a înființat în 1228, după înfrângerea dinastiei Almohad de către creștini în bătălia de la Las Navas de Tolosa. Prințul Almohad Idris a părăsit Iberia pentru a prelua conducerea Almohazilor, după care ambițiosul Ibn al-Ahmar a fondat cea mai îndelungată dinastie musulmană din peninsula Iberică — Nasrizii.
Cum Reconquista era în plină desfășurare după cucerirea Cordobei în 1236, Nasrizii s-au aliat cu Ferdinand al III-lea al Castiliei, începând să-i plătească acestuia tribut în 1238. Statul și-a luat oficial numele de Regatul Granadei în 1238. Emirii și regii Nasrizi au fost cei care au construit mare parte din palatele de la Alhambra. Această taifa a rămas stat vasal al regatului creștin al Castiliei timp de 250 de ani. Pe lângă plata tributului, emirii și regii Nasrizi au colaborat cu aceștia în luptele duse împotriva musulmanilor rebeli aflați sub dominație creștină.
La început, regatul Granadei lega rutele comerciale din Europa cu cele din Maghreb. Țara s-a micșorat, însă, constant din cauza invaziilor castiliene repetate și, până în 1492, Granada controla doar un mic teritoriu pe coasta Mării Mediterane. Araba era limba oficială, fiind și limba maternă a majorității populației.
Granada a furnizat Castiliei legături comerciale cu lumea musulmană, în deosebi pentru comerțul cu aur cu zonele Africii subsahariene. Nasrizii au fost sursă de soldați pentru Castilia, dar și punct de aducere a mercenarilor din Africa de Nord. Portughezii, însă, au descoperit rute comerciale directe cu Africa navigând în jurul coastei vest-africane. Astfel, Granada și-a pierdut treptat importanța pentru Castilia și, odată cu unirea dintre Castilia și Aragon în 1479, statul rezultat și-a stabilit ca obiectiv anexarea Granadei și a Navarei.
Războiul Granadei a început în 1482. La 2 ianuarie 1492, ultimul conducător musulman, Muhammad al XII-lea, denumit de spanioli Boabdil, a predat întreaga Granadă lui Ferdinand și Isabellei, Los Reyes Católicos („Regii Catolici”), după asedierea orașului.